# スコット・ホーガン
スコット・ホーガン（Scott Hogan、1992年4月13日 - ）は、イングランド・サルフォード出身のプロサッカー選手。ミルトン・キーンズ・ドンズFC所属。元アイルランド代表。ポジションはFW。

## 経歴

### クラブ
出身地にほど近いロッチデールAFCの下部組織でプレーを始めたが、トップ昇格は出来ずノンリーグのクラブでキャリアを積んだ。
2013年5月9日、ユース時代を過ごしたロッチデールに帰還。8月3日のハートリプール・ユナイテッドFC戦でプロデビューを果たした。リーグ2で17ゴールをマークし、チームの3位フィニッシュとリーグ1昇格に貢献、自身もリーグの年間ベストイレブンに選ばれた。
2014年7月1日、チャンピオンシップのブレントフォードFCに移籍。移籍金は75万ポンド。
2017年1月31日、アストン・ヴィラFCに移籍、4年半契約にサインした。2019年1月31日、2018-19シーズン終了まで同リーグのシェフィールド・ユナイテッドFCへレンタルすることが決まった。
2020年9月、1月から期限付き移籍で加入していたバーミンガム・シティFCに完全移籍。
2024年10月4日、ミルトン・キーンズ・ドンズFCに加入。

### 代表
自身はイングランド生まれながら、祖父母がアイルランド人のためアイルランド代表に招集されたことがある。2018 FIFAワールドカップ・ヨーロッパ予選では4試合でベンチ入りしたが、いずれも出場せず試合を終えた。
2018年3月23日、トルコ代表とのフレンドリーマッチでアイルランド代表デビューを果たした。

## 所属クラブ
ユース
- ロッチデールAFC 2009-2010

シニア
- ストックポート・スポーツFC　2010
- FCハリファクス・タウン　2010-2011

→ ストックポート・スポーツFC 2010 (loan)
→ モスリーAFC 2011 (loan)
- ストックスブリッジ・パーク・スティールズFC　2011-2012
- アシュトン・ユナイテッドFC　2012-2013
- ハイド・ユナイテッドFC　2013
- ロッチデールAFC 2013-2014
- ブレントフォードFC　2014-2017
- アストン・ヴィラFC　2017-2020

→ シェフィールド・ユナイテッドFC 2019
→ ストーク・シティFC 2019-2020
→ バーミンガム・シティFC 2020
- バーミンガム・シティFC 2020-2024
- ミルトン・キーンズ・ドンズFC 2024-

## タイトル
- フットボールリーグ2年間ベストイレブン: 2013–14[10]